# 121659 Blairrussell
121659 Blairrussell este o planetă minoră (asteroid), cu un diametru de 4,296 km, din centura de asteroizi. A fost descoperită pe 5 decembrie 1999 la Catalina Station⁠(d) de Catalina Sky Survey. 
Obiectul prezintă o orbită caracterizată de o semiaxă mare de 3,1621771998749 UAi, o excentricitate de 0,24, o înclinație de 15,7 ° în raport cu ecliptica.